# Attentato al Pentagono dell'11 settembre 2001
Il volo American Airlines 77 fa riferimento allo schianto del Boeing 757 dirottato che ha colpito il Pentagono alle 9:37 (ora locale) dell'11 settembre 2001. L'aereo dell'American Airlines (volo 77) colpì il lato ovest dell'edificio. Nell'impatto morirono i 64 passeggeri dell'aereo (inclusi gli attentatori) e 125 persone presenti all'interno del Pentagono.
L'impatto danneggiò gravemente la costruzione scatenando anche un incendio. Parte del lato colpito collassò e i vigili del fuoco impiegarono giorni per spegnere tutti i focolai.

## Gli attentatori
Il commando che dirottò l'aereo, tutti legati ad al-Qāʿida, era composto da:
- Hani Hanjour, che avrebbe pilotato l'aereo;[2]
- Khalid al-Mihdhar, seduto al posto 12B;[3]
- Majed Moqed, seduto al posto 12A;
- Nawaf al-Hazmi, la cui auto fu poi ritrovata fuori dell'aeroporto;
- Salem al-Hazmi.

Hani Hanjour era arrivato, per la prima volta, negli Stati Uniti nel 1990 e si era addestrato come pilota al CRM Airline Training Center a Scottsdale, in Arizona, conseguendo il brevetto di pilota commerciale nell'aprile del 1999. Il desiderio di Hanjour era quello di lavorare per le aerolinee dell'Arabia Saudita, ma fu respinto quando provò a entrarvi. Suo fratello afferma che, frustrato da questa esperienza, Hanjour spostò progressivamente la propria attenzione verso i testi religiosi e cassette di predicatori militanti islamici.
Hanjour lasciò l'Arabia Saudita verso la fine del 1999 dicendo alla propria famiglia che si stava recando negli Emirati Arabi Uniti a lavorare per una linea aerea. Invece, si suppone che egli si sia recato in un campo di addestramento di al-Qāʿida in Afghanistan, dove fu selezionato per prendere parte agli attentati dell'11 settembre. Nel dicembre del 2000 Hanjour arriva a San Diego, unendosi agli altri terroristi Nawaf al-Hazmi e Khalid al-Mihdhar che erano lì dal novembre del 1999. Poco dopo l'arrivo, Hanjour e al-Hazmi andarono a Mesa in Arizona per un corso di aggiornamento sugli aerei. Nell'aprile del 2001 si recarono a Falls Church, in Virginia ad attendere l'arrivo degli altri terroristi.
Nei primi mesi del 2001, Hanjour affittò una stanza a Paterson, nel New Jersey. Hani Hanjour fece ulteriore pratica di volo all'Air Fleet Training Systems a Teterboro in New Jersey, e al Caldwell Flight Academy a Fairfield in New Jersey. Il 2 settembre 2001 si recò quindi a Laurel nel Maryland. Durante la loro permanenza in Maryland, Hanjour e gli altri dirottatori si allenarono anche presso la Gold's Gym. Il 10 settembre egli completò un volo certificato usando la navigazione a vista.

## Il volo

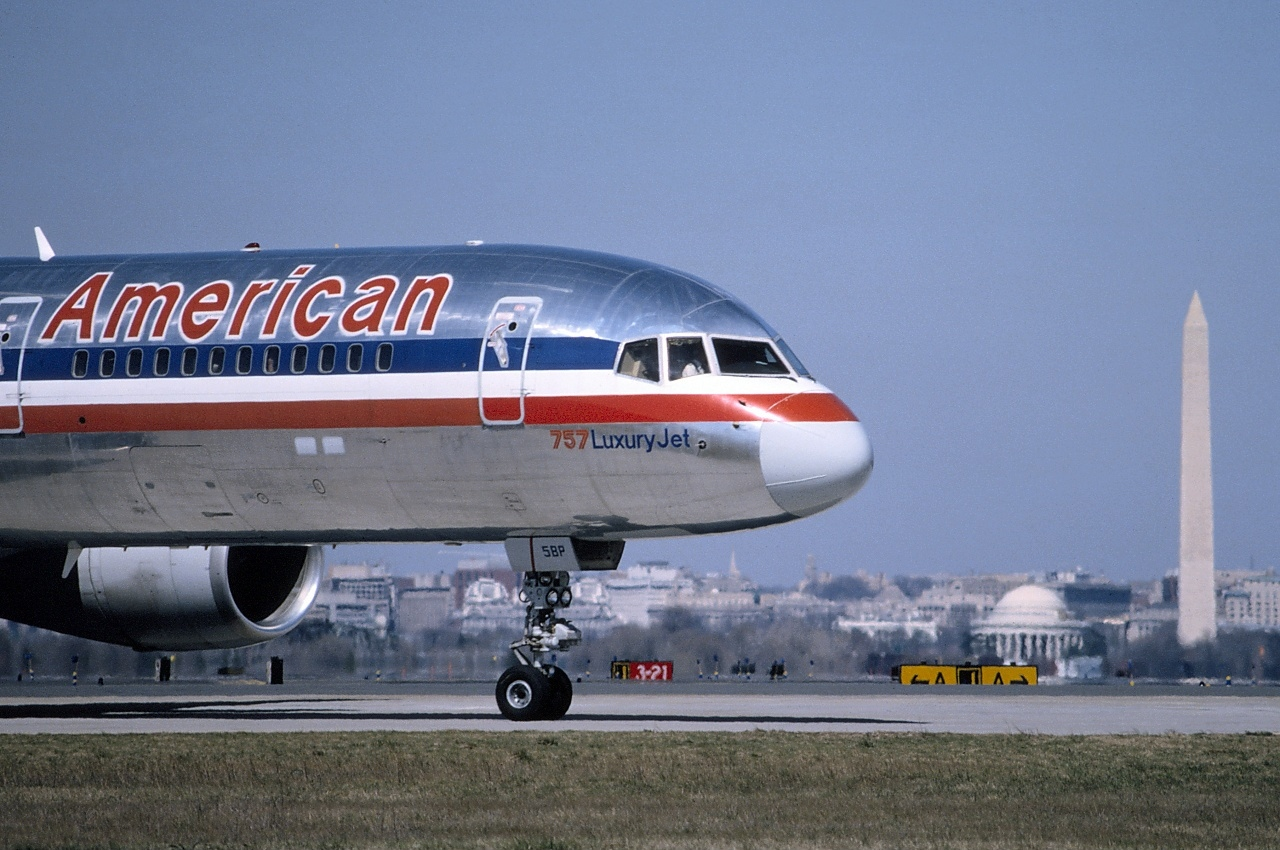
Boeing 757-223 N644AA coinvolto nel dirottamento, all'Aeroporto Nazionale di Washington-Ronald Reagan nel marzo 1995 sei anni prima dell'attentato

Il volo 77 dell'American Airlines era espletato con un Boeing 757-223 (numero di registrazione: N644AA). L'equipaggio di bordo era costituito dal pilota Charles Burlingame, dal primo ufficiale David Charlebois e dalle assistenti di volo Michele Heidenberger, Jennifer Lewis, Kenneth Lewis, e Renee May.
L'American Airlines 77 avrebbe dovuto decollare alle 08:10 (le 14:10, ora italiana) dal Dulles International Airport di Washington D.C., con destinazione Los Angeles.

### L'imbarco
I 5 attentatori arrivarono all'Aeroporto Internazionale di Washington-Dulles, situato nella periferia di Washington, la mattina dell'11 settembre 2001. Alle ore 07:18 (ora di Washington), gli attentatori, portando coltelli e taglierini, superarono il controllo di sicurezza dell'aeroporto, salendo quindi a bordo del volo 77 con destinazione Los Angeles. Prima dell'imbarco, gli attentatori erano stati tutti selezionati per il controllo CAPPS, che ha richiesto un'ulteriore controllo dei loro bagagli. Hani Hanjour, Khalid al-Mihdhar e Majed Moqed sono stati scelti in base ai criteri CAPPS, mentre Nawaf al-Hazmi e Salem al-Hazmi sono stati selezionati perché non hanno fornito un'identificazione adeguata. Hanno tenuto in mano i loro bagagli registrati fino a che non sono saliti a bordo del velivolo. Il controllo di sicurezza dei passeggeri all'Aeroporto Internazionale di Washington-Dulles fu effettuato dalla società Argenbright Security, sotto contratto con la United Airlines.
Sull'aereo, Hani Hanjour era seduto al posto 1B, mentre Salem al-Hazmi e Nawaf al-Hazmi erano più indietro in prima classe al 5E e 5F. Majed Moqed e Khalid al-Mihdhar erano ancora più indietro al 12A e 12B. La partenza era prevista per le ore 08:10, ma il volo partì dal gate D26 con 10 minuti di ritardo.

### Il dirottamento

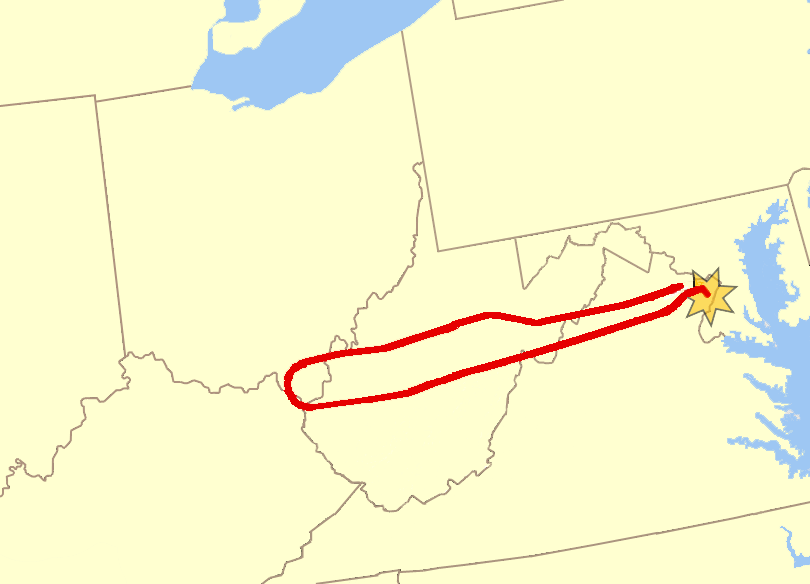
Il tracciato di volo

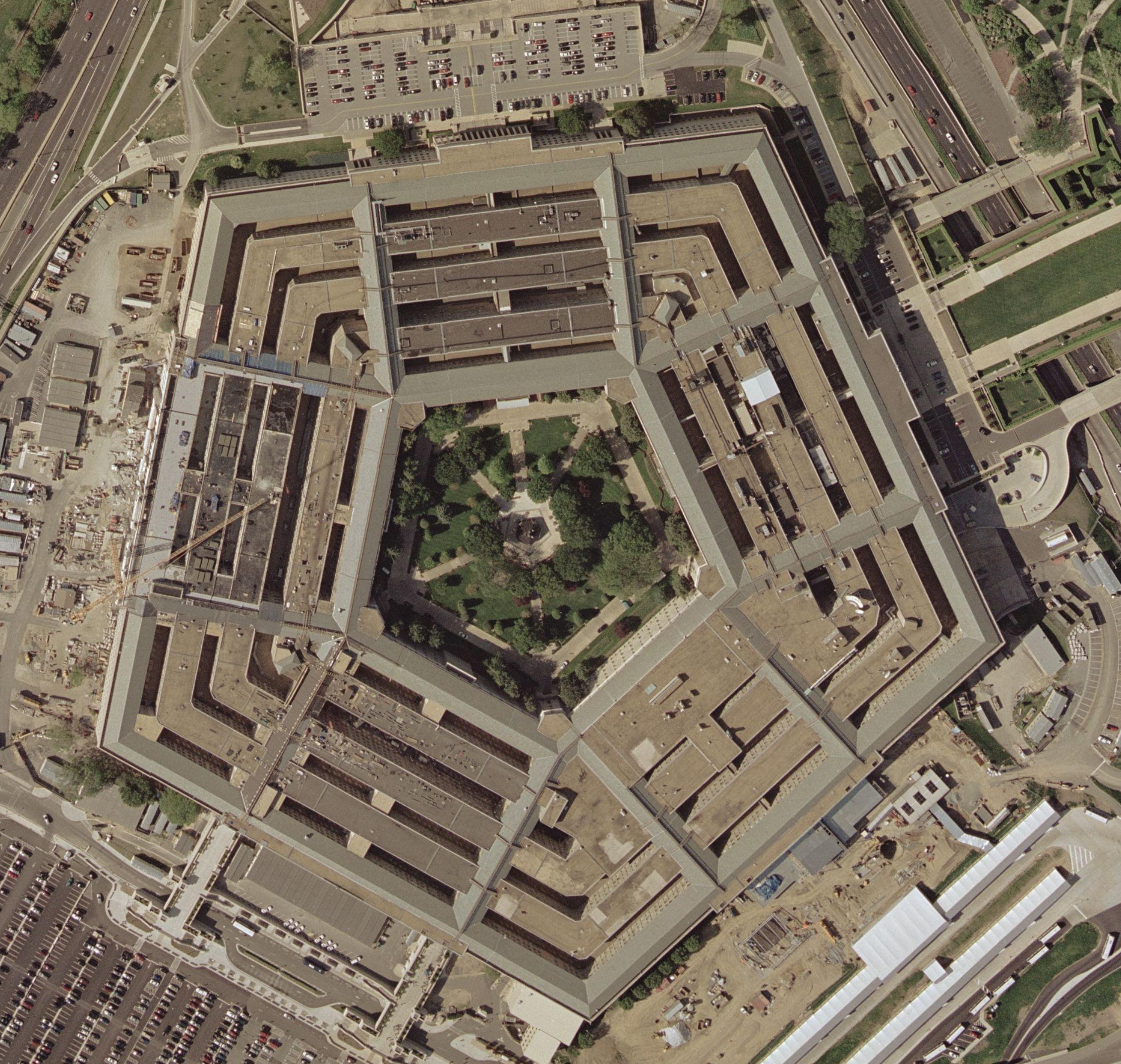
Il Pentagono

La commissione di indagine sull'11 settembre stimò che il volo fu dirottato tra le 08:51 e le 08:54, pochi minuti dopo che il primo aereo dell'American Airlines si fu schiantato contro il World Trade Center. L'ultima comunicazione radio tra il velivolo e la torre di controllo si ebbe alle 08:50:51. Alle 08:54 iniziò il dirottamento del volo 77 verso sud. Gli attentatori inserirono il pilota automatico puntando verso Washington, D.C., alle 08:56, la rotta era già stata cambiata e il transponder spento. La Federal Aviation Administration era consapevole a questo punto che vi fosse un'emergenza a bordo.
In quel momento il volo 11 si era già schiantato contro il World Trade Center e si sapeva che anche il volo 175 della United Airlines era stato dirottato. Dopo avere appreso che anche il volo 77 era stato dirottato, Gerard Arpey, vice presidente dell'American Airlines ordinò che tutti i propri aerei sull'intero territorio nazionale rimanessero a terra. Il centro di controllo per il traffico aereo di Indianapolis fece molti tentativi di contattare il velivolo. In quegli istanti, l'aereo dirottato stava volando in un'area con una limitata copertura radar. Senza più alcun contatto radio e senza copertura radar un ufficiale del centro di controllo dichiarò che molto probabilmente l'aeroplano era caduto al suolo alle 09:09.
2 passeggeri del volo 77 fecero una chiamata telefonica. Alle 09:12 Renee May chiamò sua madre a Las Vegas dicendole che l'aereo era stato dirottato da 6 persone e che erano stati costretti ad andare in fondo all'aereo. Tra le 09:16 e le 09:26 la passeggera Barbara Olson chiamò il proprio marito, Ted Olson, del United States Department of Justice dicendogli che l'aereo era stato dirottato da uomini armati di coltelli e taglierini. La linea quindi cadde. Circa 5 minuti dopo Barbara Olson richiamò il marito, questi chiese quale fosse il luogo in cui si trovava l'aereo, la moglie rispose che il velivolo stava sorvolando una area residenziale., Ted Olson informò la moglie dell'attacco al World Trade Center.
L'aereo fu nuovamente individuato sugli schermi radar mentre si stava avvicinando rapidamente a Washington. I controllori di volo pensarono inizialmente che si trattasse di un aereo militare per la velocità e il modo in cui era manovrato. I controllori di volo dell'aeroporto Reagan chiesero quindi a un C-130 Hercules della Guardia Nazionale di identificare e seguire il velivolo. Il pilota del C-130, Steven O'Brien, riferì loro che si trattava di un Boeing 757 o 767 e che dalla fusoliera argentata sembrava un jet dell'American Airlines. Vide poi una grande palla di fuoco, egli pensò che l'aereo fosse caduto al suolo ma avvicinandosi al Pentagono vide la facciata ovest dell'edificio e riferì alla torre di controllo: sembra che l'aereo sia precipitato sul Pentagono.

### Lo schianto
L'aereo 77, volando a 530 miglia all'ora (853 km/h) colpì la parte più a ovest del Pentagono a Arlington County in Virginia, a sud di Washington, D.C. alle 09:37:44. Prima di impattare il muro esterno, il velivolo strappò via molti lampioni e con l'ala destra colpì un generatore elettrico mobile.
L'aereo colpì il Pentagono al livello del primo piano piegandosi sulla sinistra con l'ala destra alzata. Quando il velivolo impattò, la parte anteriore della fusoliera si disintegrò, mentre la parte mediana e la coda si mossero per una frazione di secondo, con i detriti della coda che finirono all'estremo opposto dell'edificio. In totale, l'aereo impiegò 8/10 secondi per penetrare 310 piedi (94 m) dentro i 3 anelli sollevando una palla di fuoco che si alzò di 200 piedi (61 m) sopra il Pentagono.
Al momento dell'attacco, circa 18.000 persone lavoravano nel Pentagono, 4.000 in meno rispetto al 1998, anno in cui iniziarono i lavori di restauro dell'edificio. La sezione colpita ospitava il Comando Navale e altri uffici; alcuni di essi erano vuoti. L'impatto e il conseguente fuoco colpirono i 3 anelli della struttura, il più esterno di essi fu ampiamente distrutto e una larga sezione collassò. Nell'attacco morirono 125 persone.
In totale ci furono 189 vittime inclusi i passeggeri e i dirottatori del volo 77. Sull'aereo c'era anche un gruppo di bambini e il loro accompagnatore e un membro del National Geographic Society. Le vittime del Pentagono furono 55 militari e 70 civili. Di questi 125 morti, 92 si trovavano al primo piano, 31 al secondo e 2 al terzo. I feriti portati in ospedale furono 106.

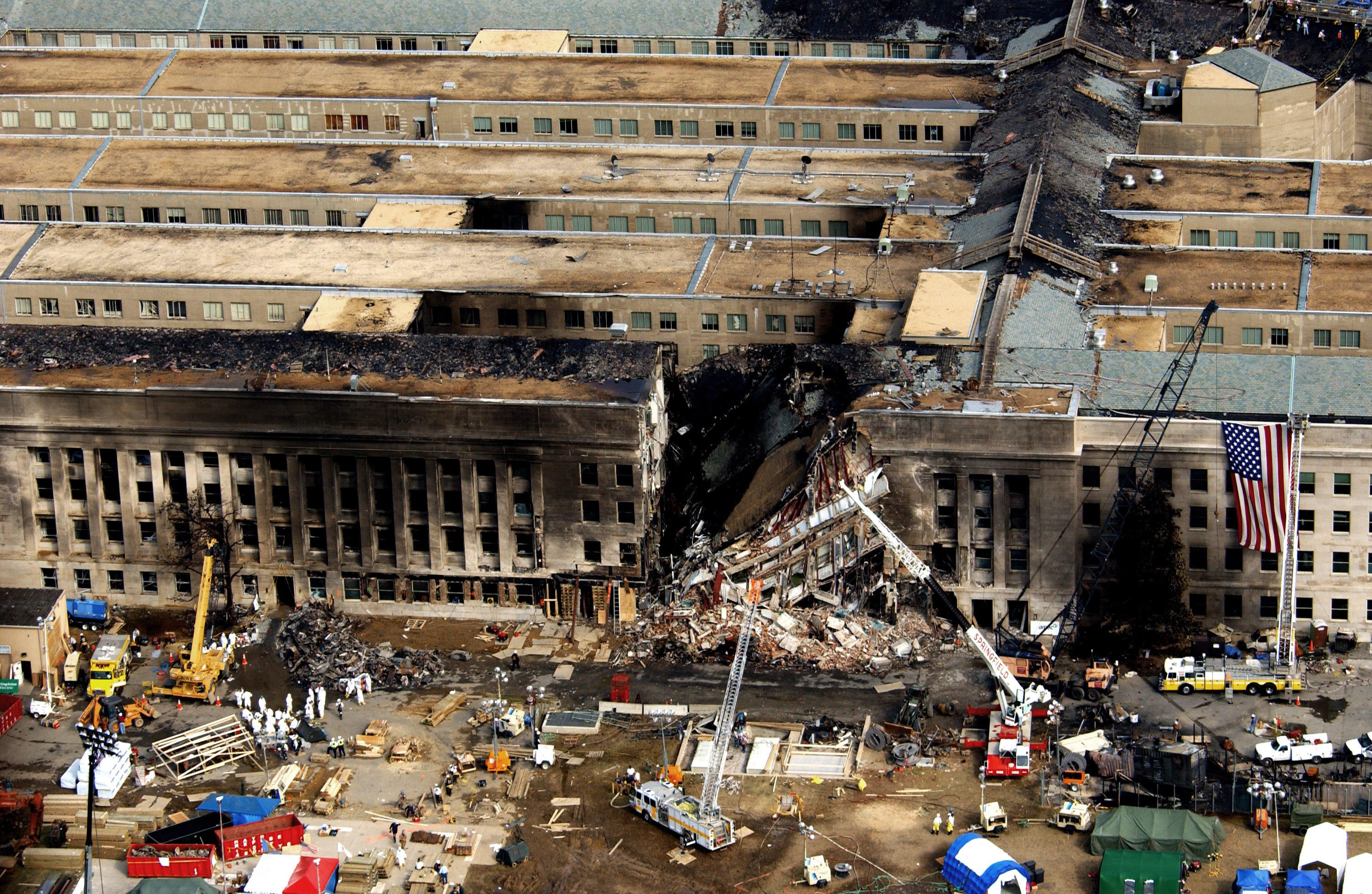
L'area collassata e le conseguenze dei danni causati dal fuoco

Il Pentagono, nella parte interessata dall'impatto, è costeggiato dalla strada denominata Interstate 395 e dal Washington Boulevard. Mary Lyman, che era sulla I-395, vide l'aeroplano passargli sopra con un ripido angolo e forte velocità e quindi vide la nuvola di fumo provenire dal Pentagono. Omar Campo, altro testimone, stava falciando l'erba sull'altro lato della strada quando l'aereo passò sopra la sua testa spaventandolo. Sentì l'impatto e il terreno muoversi e vide l'intera area riempirsi di fuoco. Daryl Donley, testimone dello schianto, scattò le prime fotografie dell'impatto.
Mike Walter, reporter di USA Today, stava guidando sulla Washington Boulevard quando assistette all'impatto che così descrive: "Ho guardato fuori dal finestrino e ho visto arrivare quell'aereo, quel jet, un jet dell'American Airlines. E ho pensato 'questo non ha senso, è veramente basso'. E l'ho visto. Voglio dire, era come un missile cruise con le ali. È andato dritto lì e si è schiantato dritto sul Pentagono". Terrance Kean, che vive in un appartamento vicino all'edificio, sentì il forte rumore dei motori di un jet, guardò fuori dalla finestra e vide un "jet passeggeri molto, molto grande". Egli lo guardò fendere il lato del Pentagono, la fusoliera penetrare nel colonnato. Quindi un sorta di "svanimento" e il fuoco e il fumo ovunque.. Dave Winslow reporter dell'Associated Press, racconta: "ho visto la coda di un grande aereo di linea. È penetrato dritto dentro il Pentagono". Tim Timmerman, pilota d'aerei, notò il logo dell'American Airlines sul velivolo nell'attimo in cui lo vide colpire il pentagono.
In totale ci sono almeno 55 testimoni oculari che hanno visto direttamente l'impatto e 86 che hanno visto l'aereo dirigersi verso il Pentagono.

## Le vittime
Nell'attentato persero la vita le 64 persone che si trovavano a bordo dell'aereo (equipaggio, passeggeri ed attentatori) e 125 tra militari e civili al Pentagono. 
L'equipaggio
- Charles Burlingame, Herndon, Virginia (pilota)
- David Charlebois (copilota)
- Michele Heidenberger, 30 anni, Chevy Chase, Maryland
- Jennifer Lewis, 38 anni, Culpeper, Virginia
- Kenneth Lewis, 49 anni, Culpeper, Virginia
- Renee May, 39 anni, Baltimora, Maryland

I passeggeri
- Paul Ambrose, 32 anni, Washington, Distretto di Columbia
- Yeneneh Betru, 35 anni, Burbank, California
- M. J. Booth
- Bernard Brown, 11 anni, Washington, Distretto di Columbia
- Suzanne Calley, 42 anni, San Martin, California
- William Caswell
- Sarah Clark, 65 anni, Columbia, Maryland
- Asia Cottom, 11 anni, Washington, Distretto di Columbia
- James Debeuneure, 58 anni, Upper Marlboro, Maryland
- Rodney Dickens, 11 anni, Washington, Distretto di Columbia
- Eddie Dillard
- Charles Droz
- Barbara Edwards, 58 anni, Las Vegas, Nevada
- Charles S. Falkenberg, 45 anni, University Park, Maryland
- Zoe Falkenberg, 8 anni, University Park, Maryland
- Dana Falkenberg, 3 anni, University Park, Maryland
- Joe Ferguson
- Wilson Flagg, Millwood, Virginia
- Dee Flagg
- Richard Gabriel
- Ian Gray, 55 anni, Washington, Distretto di Columbia
- Stanley Hall, 68 anni, Rancho Palos Verdes, California
- Bryan Jack, 48 anni, Alexandria, Virginia
- Ann Judge, 49 anni, Virginia
- Chandler Keller, 29 anni, El Segundo, California
- Yvonne Kennedy
- Norma Khan
- Karen A. Kincaid, 40 anni, Washington, Distretto di Columbia
- Norma Langsteuerle
- Dong Lee
- Dora Menchaca, 45 anni, Santa Monica, California
- Christopher Newton, 38 anni, Anaheim, California
- Barbara Olson, 45 anni
- Ruben Ornedo, 39 anni, Los Angeles, California
- Robert Penniger, 63 anni, Poway, California
- Lisa Raines, 42 anni
- Todd Reuben, 40 anni, Potomac, Maryland
- John Sammartino
- Diane Simmons
- George Simmons
- Mari-Rae Sopper, Santa Barbara, California
- Bob Speisman, 47 anni, Irvington, New York
- Hilda Taylor, Washington
- Leonard Taylor Reston, Virginia
- Leslie A. Whittington, 45 anni, University Park, Maryland
- John Yamnicky, 71 anni, Waldorf, Maryland
- Vicki Yancey
- Shuyin Yang
- Yuguag Zheng

### Nazionalità dell’equipaggio e dei passeggeri
| Nazionalità   | Passeggeri | Equipaggio | Totale |
| ------------- | ---------- | ---------- | ------ |
| Stati Uniti   | 47         | 6          | 53     |
| Cina          | 2          | 0          | 2      |
| Etiopia       | 1          | 0          | 1      |
| Corea del Sud | 1          | 0          | 1      |
| Australia     | 1          | 0          | 1      |
| Regno Unito   | 1          | 0          | 1      |
| Totale        | 58         | 6          | 64     |

## I soccorsi
Le azioni di soccorso iniziarono subito dopo l'impatto. Quasi tutte le persone salvate con successo lo furono nella prima mezz'ora dallo schianto. Inizialmente, le operazioni furono condotte dai militari e dai civili presenti all'interno dell'edificio. In pochi minuti arrivò la prima squadra di vigili del fuoco, trovando questi volontari che cercavano nel punto d'impatto. I pompieri ordinarono loro di lasciare l'area, in quanto i volontari non erano equipaggiati e addestrati ad intervenire in situazioni di emergenza. Il dipartimento dei vigili del fuoco della contea di Arlington assunse il comando della operazioni di soccorso nei 10 minuti successivi allo schianto. Il vice capo di tale dipartimento, James Schwartz, organizzò l'Incident Command System (ICS) al fine di coordinare il lavoro delle diverse forze intervenute. L'ICS fu operativa in circa 1 ora. Vigili del fuoco da Fort Myer e dal Ronald Reagan Washington National Airport arrivarono, anch'essi, in pochi minuti. Le operazioni di soccorso furono ostacolate dalle voci relative ad ulteriori aerei in arrivo. Schwartz ordinò due evacuazioni in ragioni di questi aerei in arrivo.
Nel tentativo di spegnere il fuoco, i pompieri si dovettero guardare da probabili crolli dell'edificio. Un vigile del fuoco affermò che loro "sapevano abbastanza bene che l'edificio stava per collassare perché esso cominciò a emettere strani suoni e scricchiolii". Gli ufficiali videro un cornicione muoversi e ordinarono l'evacuazione. Pochi minuti dopo, alle 10:15, il piano più alto dell'area danneggiata collassò. Il crollo interessò un'area di 95 piedi (29 m) nel suo punto più largo e di 50 piedi (15 m) nel suo punto più profondo. Il tempo intercorso tra l'impatto e il crollo consentì a tutti coloro che si trovavano al quarto e al quinto piano di evacuare la struttura salvandosi. Dopo il crollo, il fuoco all'interno si intensificò, estendendosi a tutti e cinque i piani. Dopo le 11:00 i pompieri attaccarono il fuoco da due posizioni. Gli ufficiali stimarono che la temperatura era superiore ai 2 000 °F (1 100 °C).
Mentre si facevano progressi contro il fuoco all'interno del Pentagono, dal tardo pomeriggio i vigili del fuoco si accorsero che uno strato in legno del tetto del Pentagono era stato attaccato dal fuoco e si stava propagando. Le tipiche tattiche dei vigili del fuoco per queste tipologie di incendio si rivelarono inutili poiché la struttura rinforzata dell'edificio impediva loro di raggiungere il fuoco e domarlo. Il 12 settembre riuscirono a impiantare una barriera contro il fuoco, prevenendone l'ulteriore propagazione. Alle 18:00 del 12 settembre, la Contea di Arlington diramò un comunicato affermando che l'incendio era sotto controllo ma non completamente estinto. I vigili del fuoco continuarono a spegnere piccoli focolai nei giorni successivi. Diversi pezzi di aeroplano furono trovati tra le rovine del Pentagono. Nell'evacuare il Centro di Comando Navale, il tenente Kevin Shaeffer camminò attraverso la parte anteriore della fusoliera e il carrello d'atterraggio sulla strada che univa l'anello B e C. Nel primo mattino di venerdì 14 settembre i membri del team Fairfax County Urban Search and Rescue e Brian Moravitz camminarono attraverso "i sedili intatti della cabina dell'aereo" rinvenendo le due scatole nere nelle vicinanze. Il data recorder del volo fu trovato a quasi 300 piedi (91 m) nell'edificio Il voice recorder della cabina era troppo bruciato e danneggiato per potervi ricavare alcuna informazione. Oltre ai rottami dell'aereo, gli investigatori trovarono il documento d'identità di Nawaf al-Hazmi. Furono anche trovati effetti personali appartenuti ai passeggeri e all'equipaggio e furono portati a Fort Myer.

### I resti

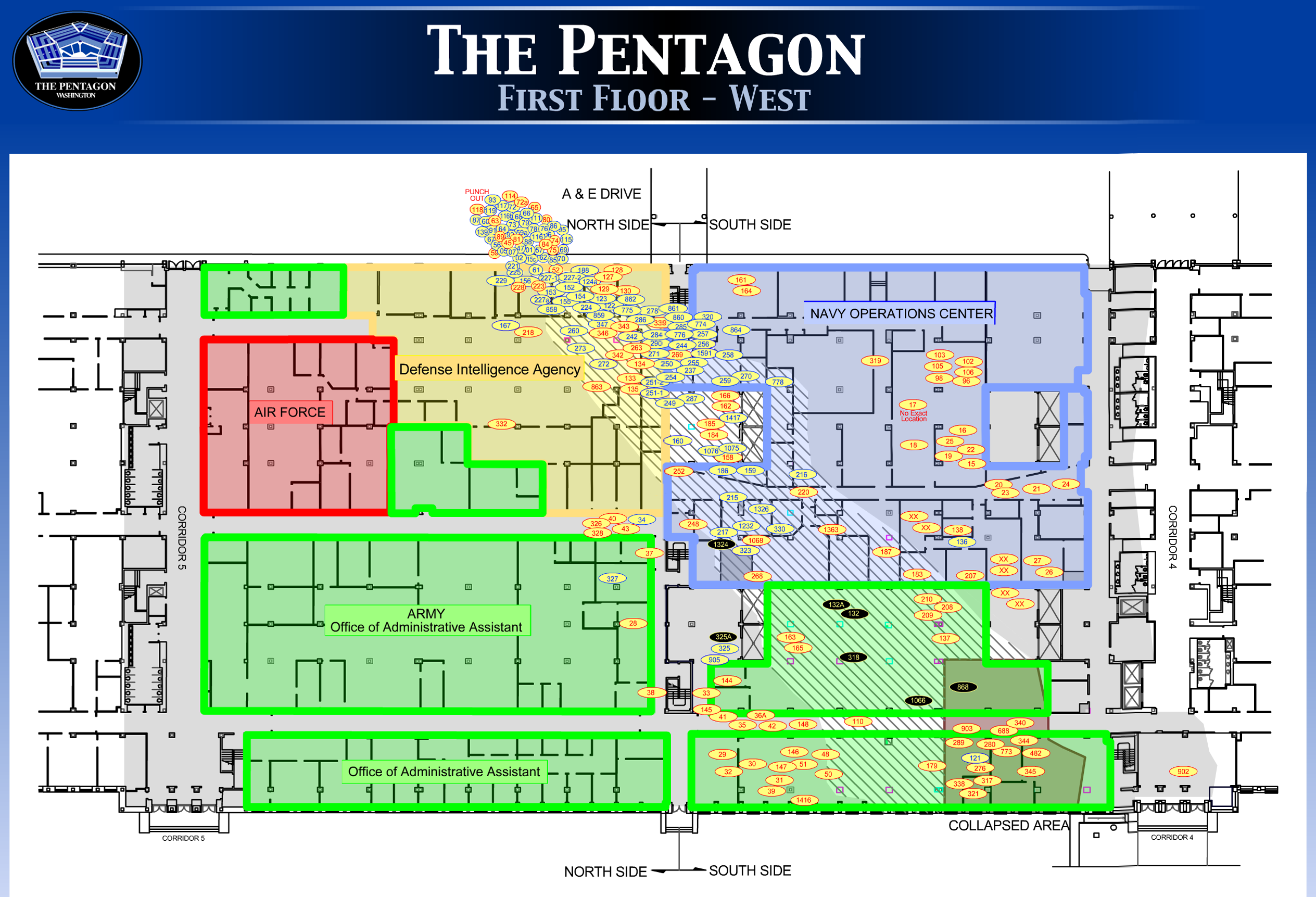
Mappa dei frammenti dei corpi trovati nel Pentagono

Gli ingegneri dell'esercito alle 17:30 del primo giorno determinarono che nessuno era rimasto vivo nella sezione dell'edificio colpita. Nei giorni successivi i notiziari riportavano la morte di 800 persone. I soldati di Fort Belvoir furono i primi a esaminare l'interno del luogo dello schianto notando la presenza di resti umani. I team della Federal Emergency Management Agency (FEMA) e della Fairfax County Urban Search and Rescue parteciparono alla ricerca dei resti, lavorando attraverso la National Interagency Incident Management System (NIIMS).. Kevin Rimrodt, fotografo della Marina, sopravvissuto del Navy Command Center, affermò che "c'erano così tanti corpi che stavo quasi per camminarci sopra. Per questo dovetti stare molto attento  a non camminare sopra ad alcuno". I detriti del Pentagono furono portati nel parcheggio nord per una più dettagliata ricerca dei resti e delle prove.
I resti ritrovati dal Pentagono furono portati nella Base aerea di Dover (Delaware) nell'ufficio dell'Armed Forces Medical Examiner. Tale ufficio fu in grado di identificare i resti di 179 vittime. I resti dei cinque dirottatori furono identificati attraverso un processo di esclusione e portati come prova all'FBI. Il 21 settembre l'ACFD lasciò il controllo della scena del crimine all'FBI. Il Washington Field Office, la National Capital Response Squad (NCRS), e il Joint Terrorism Task Force (JTTF) guidarono le indagini sulla scena del crimine al Pentagono. Dal 2 ottobre 2001 fu completata la ricerca di prove e resti e il sito tornò ad essere controllato dai dirigenti del Pentagono. Gli investigatori identificarono 184 delle 189 vittime. Nel 2002 i resti di 25 delle vittime furono tumulati nella stessa tomba nell'Arlington National Cemetery con una lapide di granito riportante i nomi di tutte le vittime dell'attacco al Pentagono. La cerimonia commemorò anche le 5 vittime i cui resti non furono mai trovati.

## Dopo l'attentato
Le prime stime per la ricostruzione del Pentagono parlavano di 3 anni come tempo necessario per completare i lavori. Tuttavia i lavori furono più veloci e furono completati per il primo anniversario dell'attentato.
Nel punto d'impatto è stata costruita una piccola Cappella e un memoriale. Progettato da Julie Beckman e Keith Kaseman, è stato completato l'11 settembre 2008.

### Il video della telecamera di sicurezza
Il 16 maggio del 2006, il Dipartimento della Difesa americano ha pubblicato un video registrato da una telecamera di sicurezza che riporta le immagini del disastro, con un oggetto bianco allungato (presumibilmente la fusoliera dell'aereo) visibile in un fotogramma  e la susseguente esplosione. Le immagini sono state rese pubbliche in risposta alla richiesta di Judicial Watch in forza del Freedom of Information Act. Alcuni fermo immagine dello stesso video erano stati già resi pubblici, ma questa fu la prima volta della pubblicazione dell'intero video dell'impatto. Un distributore di benzina, ubicato vicino al Pentagono, aveva anch'esso un impianto di video sorveglianza ma il video, pubblicato il 5 settembre del 2006, non mostra l'impatto poiché le videocamere erano puntate altrove.
Anche l'hotel "Doubletree" di Crystal City (Virginia) disponeva di un impianto di video sorveglianza e il 4 dicembre del 2006, l'FBI pubblicò il video in risposta alla richiesta di Scott Bingham in forza del Freedom of Information Act. Il video è sgranato e non perfettamente a fuoco, ma è visibile una rapida colonna di fumo nell'angolo di un fotogramma nel momento in cui l'aereo impatta l'edificio.

### Teorie del complotto
Così come per gli altri avvenimenti dell'11 settembre, anche l'attentato contro il Pentagono ha alimentato numerose teorie del complotto che contestano la versione descritta degli avvenimenti. Una delle più note teorie al riguardo è quella elaborata da Thierry Meyssan il quale afferma che il Pentagono non fu colpito da un Boeing 757 ma da un missile lanciato dai militari americani. I fautori della teoria del complotto affermano che un buco di 23 m è troppo piccolo per contenere un velivolo che ha una apertura alare di 38 m.. Tuttavia, Mete Sozen, membro del team della American Society of Civil Engineers sul luogo dell'impatto, nonché specialista in costruzioni in cemento armato della Purdue University dell'Indiana, spiegò che un aeroplano non crea un buco con la forma di sé stesso stile cartone animato quando impatta contro un muro di cemento armato. Inoltre secondo i calcoli degli esperti dell'NTSB, il Boeing 757 pesava circa 82 tonnellate, di cui 16 erano il carburante a bordo. La massa di alluminio, cherosene, arredo di cabina, bagagli e passeggeri si schiantò contro il Dipartimento della Difesa statunitense a circa 850 chilometri l'ora. A quella velocità, dice Mete Sozen, la fusoliera dell'aereo avrebbe opposto all'incirca la resistenza di “un budello di salsiccia”.
I fautori del complotto inoltre puntano il dito su altri particolari come lo scarso ammontare dei detriti o le condizioni dell'erba del prato. Nel film documentario Loose Change si afferma che non erano visibili detriti del volo 77. Contro questa affermazione vi è la testimonianza di Allyn E. Kilsheimer, esperto di esplosioni, che fu il primo ingegnere ad arrivare sul luogo dell'attentato e aiutò a coordinare i soccorsi. Egli affermò di avere visto i segni delle ali del velivolo sulla facciata del Pentagono. Prese dei rottami di aeroplano recanti i segni della compagnia aerea e tenne nelle proprie mani pezzi di coda dell'aeroplano. Inoltre il racconto di Kilsheimer è supportato dalle foto dei resti dell'aereo dentro e fuori dall'edificio.

## L'attentato nei media
L'attentato è stato analizzato nella puntata 11/9: attacco al Pentagono della sedicesima stagione del documentario Indagini ad alta quota trasmesso da National Geographic Channel.